# Campeonato de Europa de la clase L'Equipe
El Campeonato de Europa de la clase L'Equipe es la máxima competición de la clase de vela L'Equipe a nivel europeo. Se realiza anualmente desde 1994 bajo la organización de la Federación Internacional de Vela (ISAF). 

## Palmarés
| Año  | Sede                              | Campeones                                 | País    |
| ---- | --------------------------------- | ----------------------------------------- | ------- |
| 1994 | Oporto. Portugal                  | GIACALONE Roberto – SENITI Guiseppe       | Italia  |
| 1995 | Brenzone. Italia                  | OLIVIERI Andrea – VESPASIANI Camillo      | Italia  |
| 1996 | St Quay Portrieux. Francia        | BOLZAN Alberto – TURUS Giacomo            | Italia  |
| 1997 | Gdansk. Polonia                   | BOLZAN Alberto – TURUS Giacomo            | Italia  |
| 1998 | Marsala. Italia                   | NICOLETTIS Samuele – IAIZZA Enrico        | Italia  |
| 1999 | Tavira. Portugal                  | MOSSA Elisabetta – PANTZARTIS Francesco   | Italia  |
| 2000 | Santander. España                 | AUBURTIN Cyril – DRAPPIER Pascal          | Francia |
| 2001 | Claouey. Francia                  | LEPRE Mattheo – BERTOLA Nicolo            | Italia  |
| 2002 | Trani. Italia                     | BERTOLA Niccolo – LEPRE Matteo            | Italia  |
| 2003 | Bilbao. España                    | ACEÑA Carlos – UTRERA G.                  | España  |
| 2004 | Sopot.Polonia                     | POREZ Louis – POREZ Charles               | Francia |
| 2005 | Peniche. Portugal                 | CHOQUENET Baptiste – PILON Yves-Marie     | Francia |
| 2006 | Marina Marciana. Italia           | PALUS Adrian – CHOROBA Pawel              | Polonia |
| 2007 | Mar Menor, Murcia. España         | José Manuel Ruiz y Juan Roca              | España  |
| 2008 | Quiebrón. Francia                 | Diego Botín y Pablo Turrado               | España  |
| 2009 | Gdansk. Polonia                   | GALLIACHE Thomas - GUILLEROT Vincent      | Francia |
| 2010 | Anzio.Italia                      | SIMONNOT Julien - NAEL Brewal             | Francia |
| 2011 | Guecho, Vizcaya. España           | Michal Skrzypkiewicz y Przemyslaw Marczak | Polonia |
| 2012 | Aix-les-Bains.Francia             | ROLA JANICKI Michael - NIEMYJSKI Matthew  | Polonia |
| 2013 | Gdansk. Polonia                   | ABBRUZZESE Andrea - SILVANO Tatiana       | Italia  |
| 2014 | Passignano sul Trasimeno - Italia | AYUS Baptiste - WILLOT Pierre             | Francia |
| 2015 | Los Alcazares, Murcia, España     | Alexandra Roszkowska - Natalia Wocia      | Polonia |
| 2016 | Loano. Italia                     | Maria Sole Serecchia y Mateo Trifaro      | Italia  |